# 飛碟早餐
《飛碟早餐》，是一個中華民國的常青廣播節目，於飛碟聯播網（FM 92.1）播放的常態性帶狀節目，播出時間在上午07:00新聞過後。

## 播出時間
| 播出頻道 | 所在地 | 播出日期 | 播出時間                  | 備註 |
| -------- | ------ | -------- | ------------------------- | ---- |
| 飛碟電台 | 臺灣   |          | 週一至週五上午07:00~09:00 |      |

## 歷任主持人
- 周玉蔻 (1996年～2004年)
- 趙少康(2004年～2007年)
- 唐湘龍(2007年～至今)

## 外部連結
- 飛碟早餐-唐湘龍時間的Facebook專頁
- YouTube上的《飛碟早餐 唐湘龍時間》播放列表
- 飛碟早餐節目介紹 （页面存档备份，存于）